# Grohote
Grohote je vesnice v občině Šolta na ostrově Šolta v Chorvatsku. Grohote je nejstarší a největší osada ostrova. Je to ekonomické centrum Šolty a sídlo správy. Nachází se zde farmářský trh, dva supermarkety, lékárna, pošta, škola, protipožární stanice a přistávací plocha pro helikoptéru.
V minulosti si obyvatelé Grohote zvykli stavět své domy většinou z kamene, materiálu z jejich přirozeného prostředí. Schopnosti zpracovávání horninového kamene, které se během několika staletí naučili bylo přizpůsobeno různým konstrukčním účelům. Kámen, jako hlavní stavební materiál, byl také použit pro stavbu obytných domů, veřejných budov a náboženských objektů. Grohotské budovy byly přizpůsobeny potřebám každodenního života, zejména zemědělství, protože se jednalo o převažující hospodářskou činnost na ostrově.

## Demografie
| Vývoj obyvatel Grohote během let 1857 až 2011 | Vývoj obyvatel Grohote během let 1857 až 2011 | Vývoj obyvatel Grohote během let 1857 až 2011 | Vývoj obyvatel Grohote během let 1857 až 2011 | Vývoj obyvatel Grohote během let 1857 až 2011 | Vývoj obyvatel Grohote během let 1857 až 2011 | Vývoj obyvatel Grohote během let 1857 až 2011 | Vývoj obyvatel Grohote během let 1857 až 2011 | Vývoj obyvatel Grohote během let 1857 až 2011 | Vývoj obyvatel Grohote během let 1857 až 2011 | Vývoj obyvatel Grohote během let 1857 až 2011 | Vývoj obyvatel Grohote během let 1857 až 2011 | Vývoj obyvatel Grohote během let 1857 až 2011 | Vývoj obyvatel Grohote během let 1857 až 2011 | Vývoj obyvatel Grohote během let 1857 až 2011 | Vývoj obyvatel Grohote během let 1857 až 2011 | Vývoj obyvatel Grohote během let 1857 až 2011 |
| --------------------------------------------- | --------------------------------------------- | --------------------------------------------- | --------------------------------------------- | --------------------------------------------- | --------------------------------------------- | --------------------------------------------- | --------------------------------------------- | --------------------------------------------- | --------------------------------------------- | --------------------------------------------- | --------------------------------------------- | --------------------------------------------- | --------------------------------------------- | --------------------------------------------- | --------------------------------------------- | --------------------------------------------- |
| Rok                                           | 1857                                          | 1869                                          | 1880                                          | 1890                                          | 1900                                          | 1910                                          | 1921                                          | 1931                                          | 1948                                          | 1953                                          | 1961                                          | 1971                                          | 1981                                          | 1991                                          | 2001                                          | 2011                                          |
| Počet obyvatel                                | 750                                           | 870                                           | 944                                           | 1 160                                         | 1 362                                         | 1 245                                         | 1 212                                         | 1 269                                         | 996                                           | 992                                           | 913                                           | 712                                           | 619                                           | 631                                           | 425                                           | 441                                           |

## Galerie

Grohote
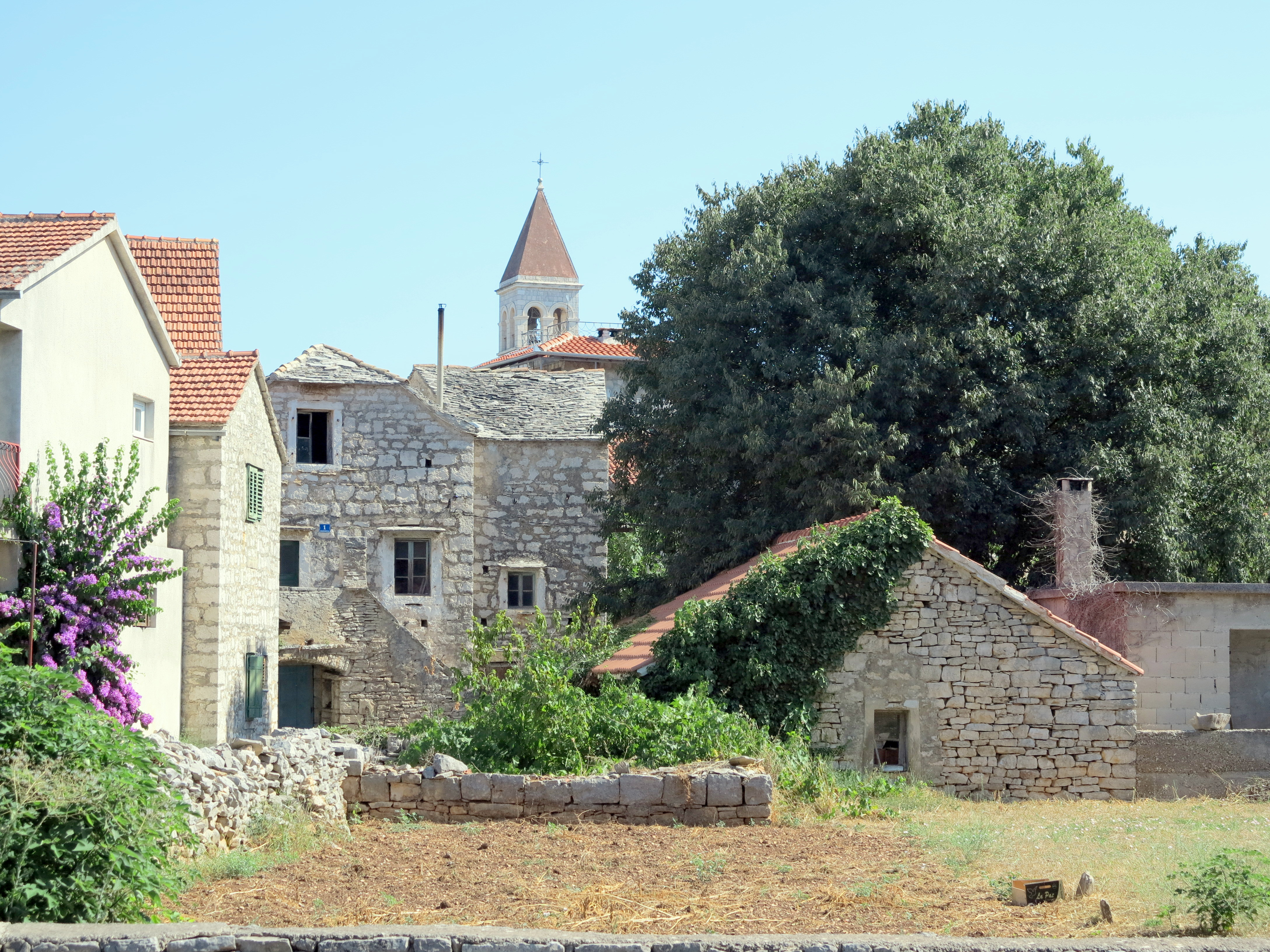
Staré statky
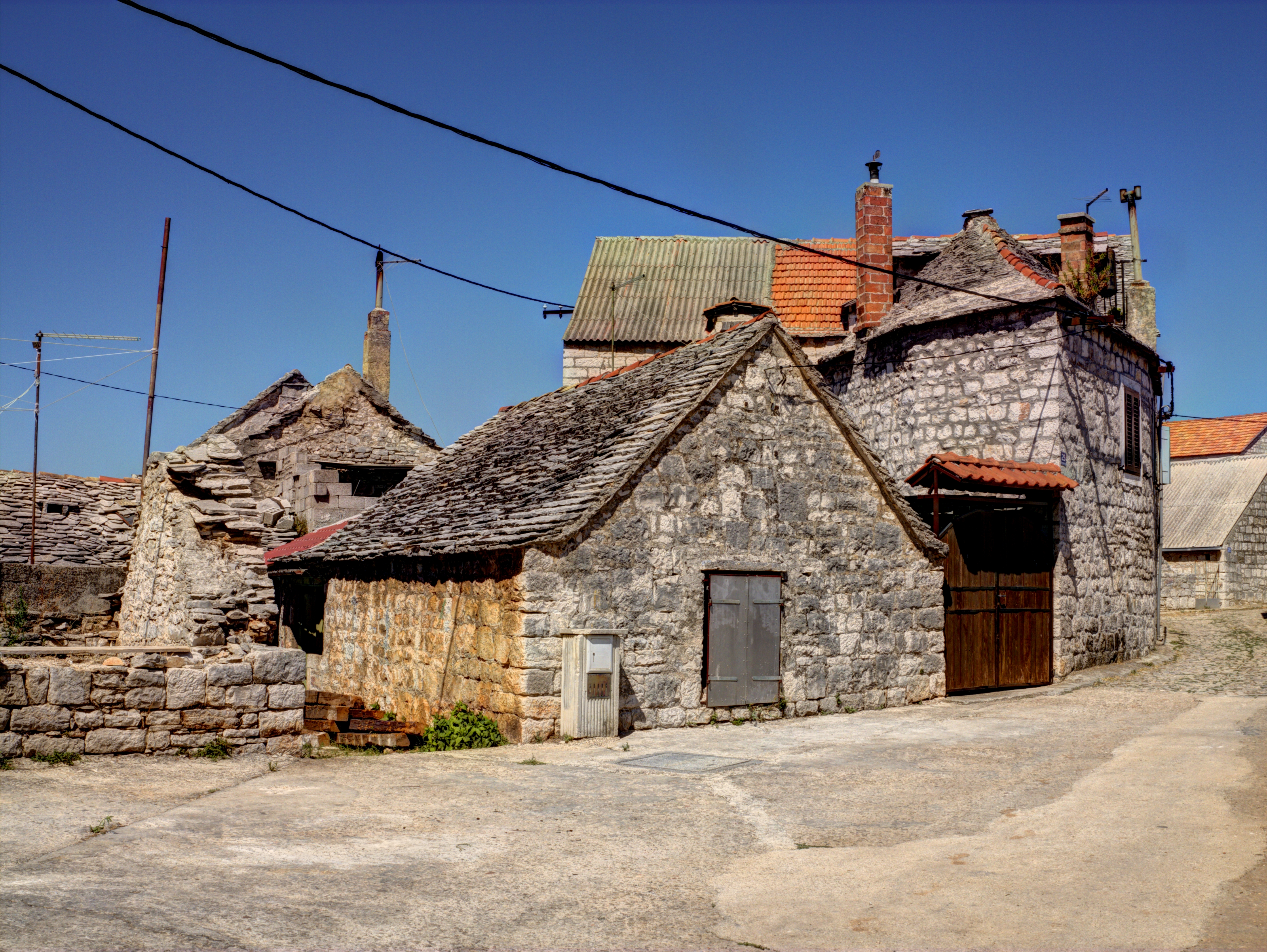
Střechy domů z kamene
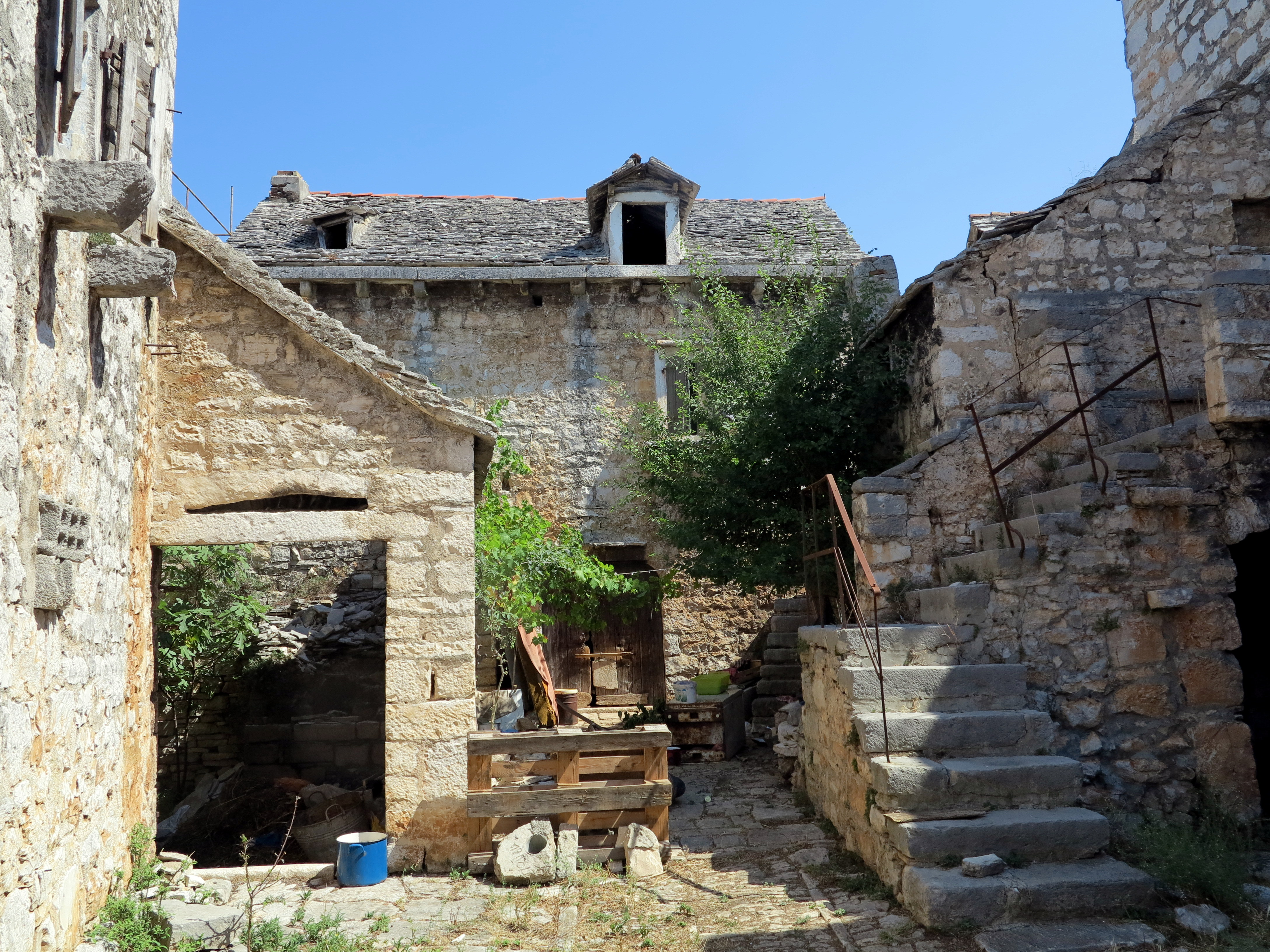
Kamenné schody
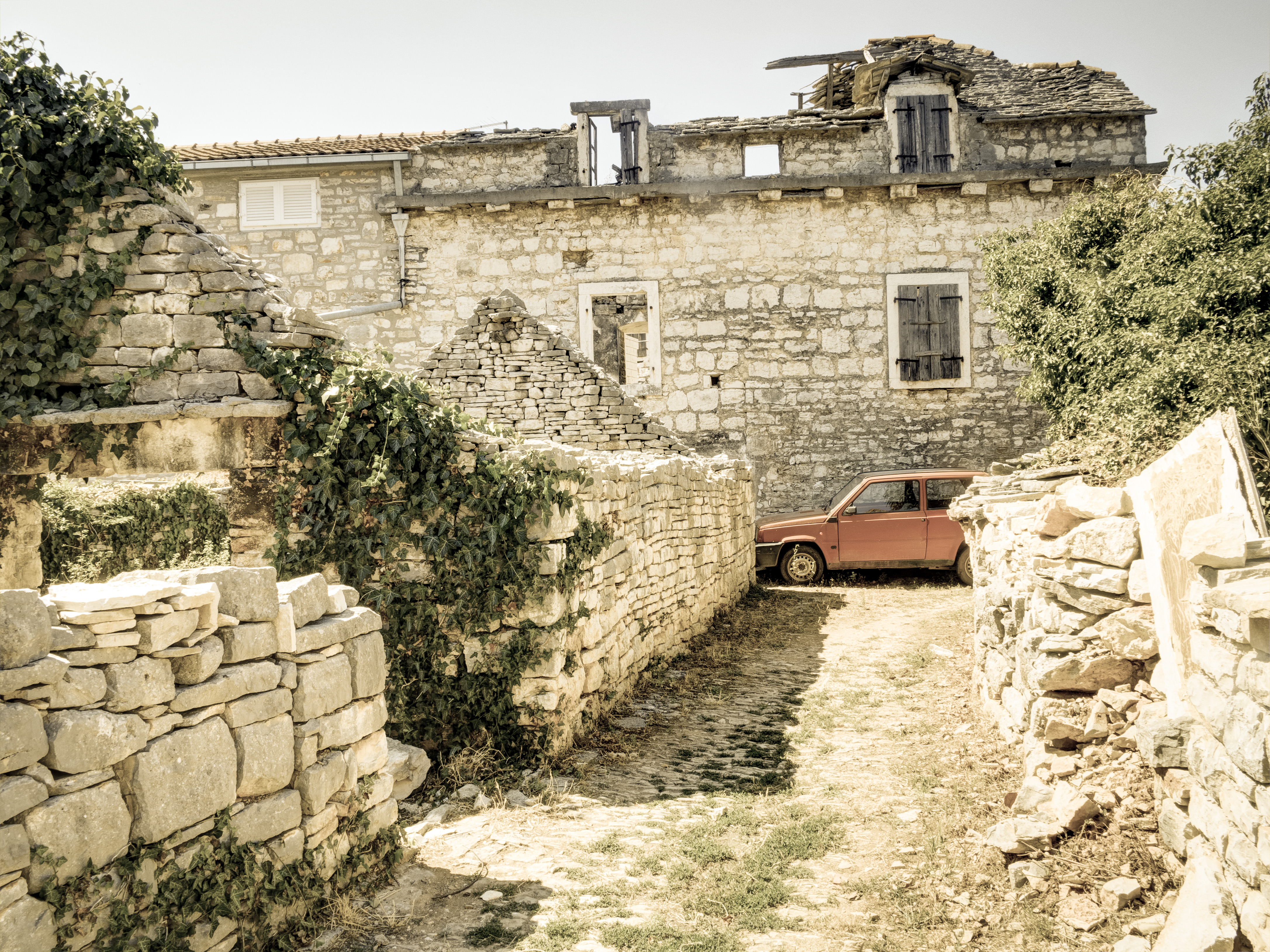
Zchátralé domy
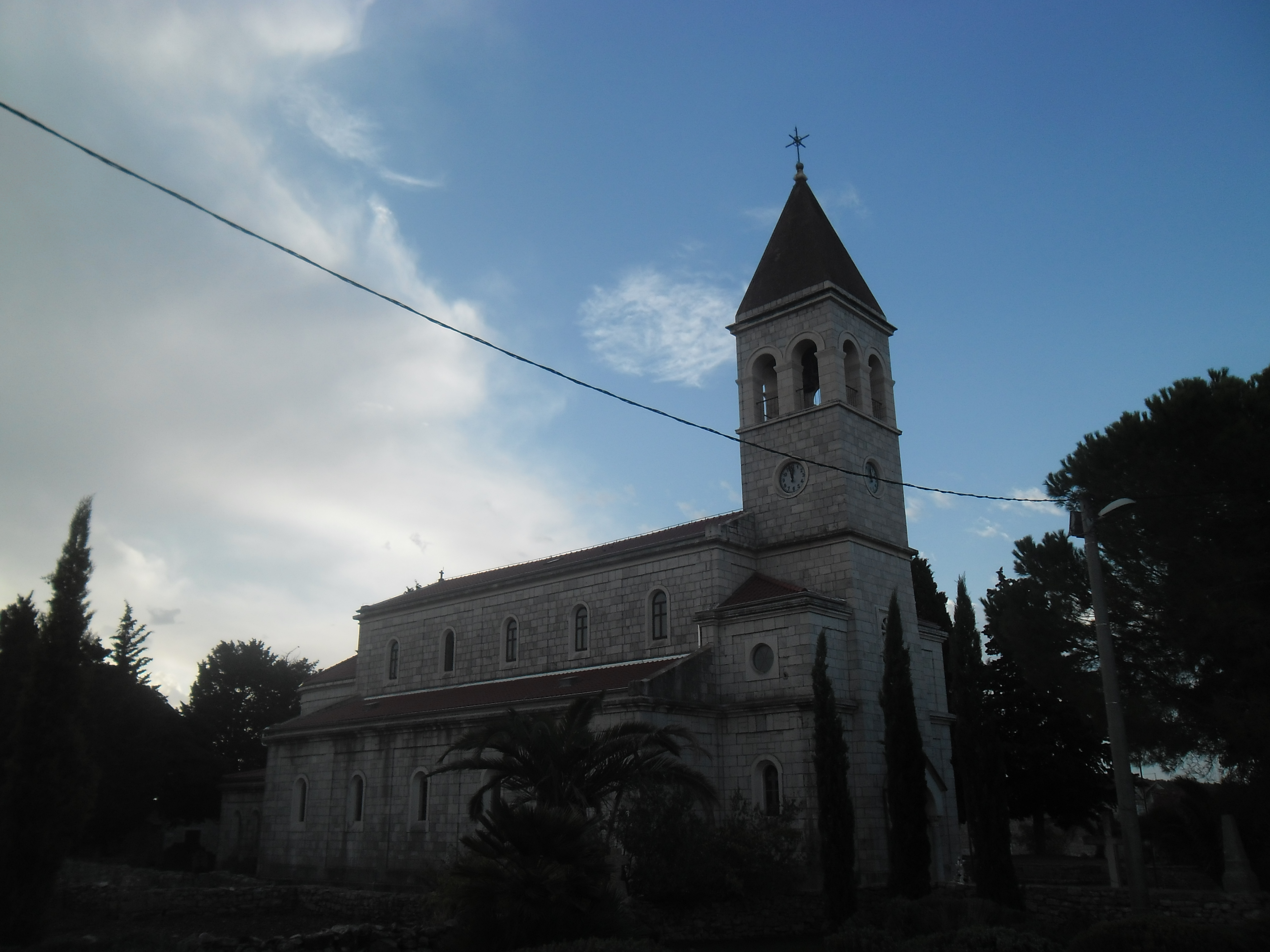
Kostel v Grohote
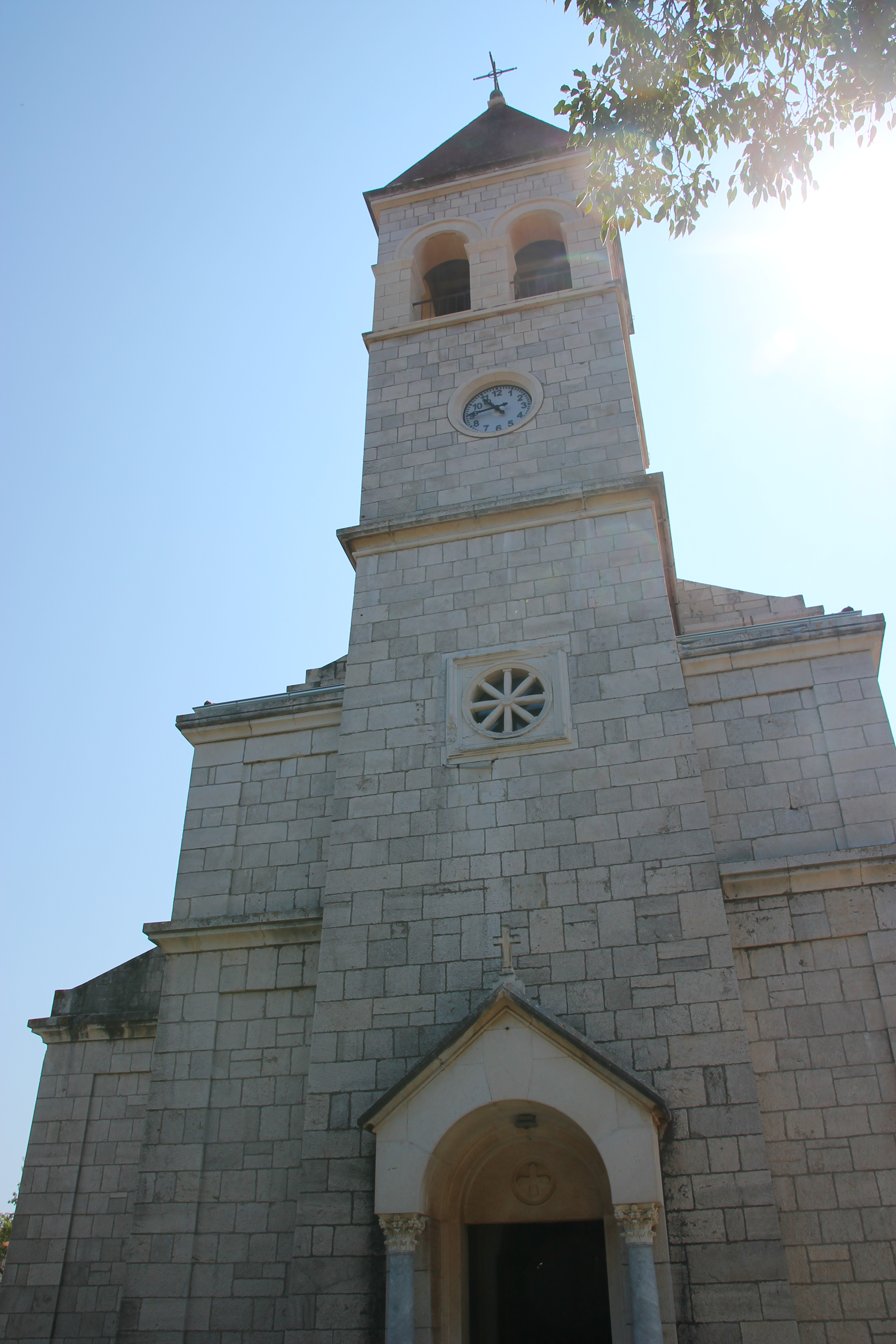
Kostel v Grohote
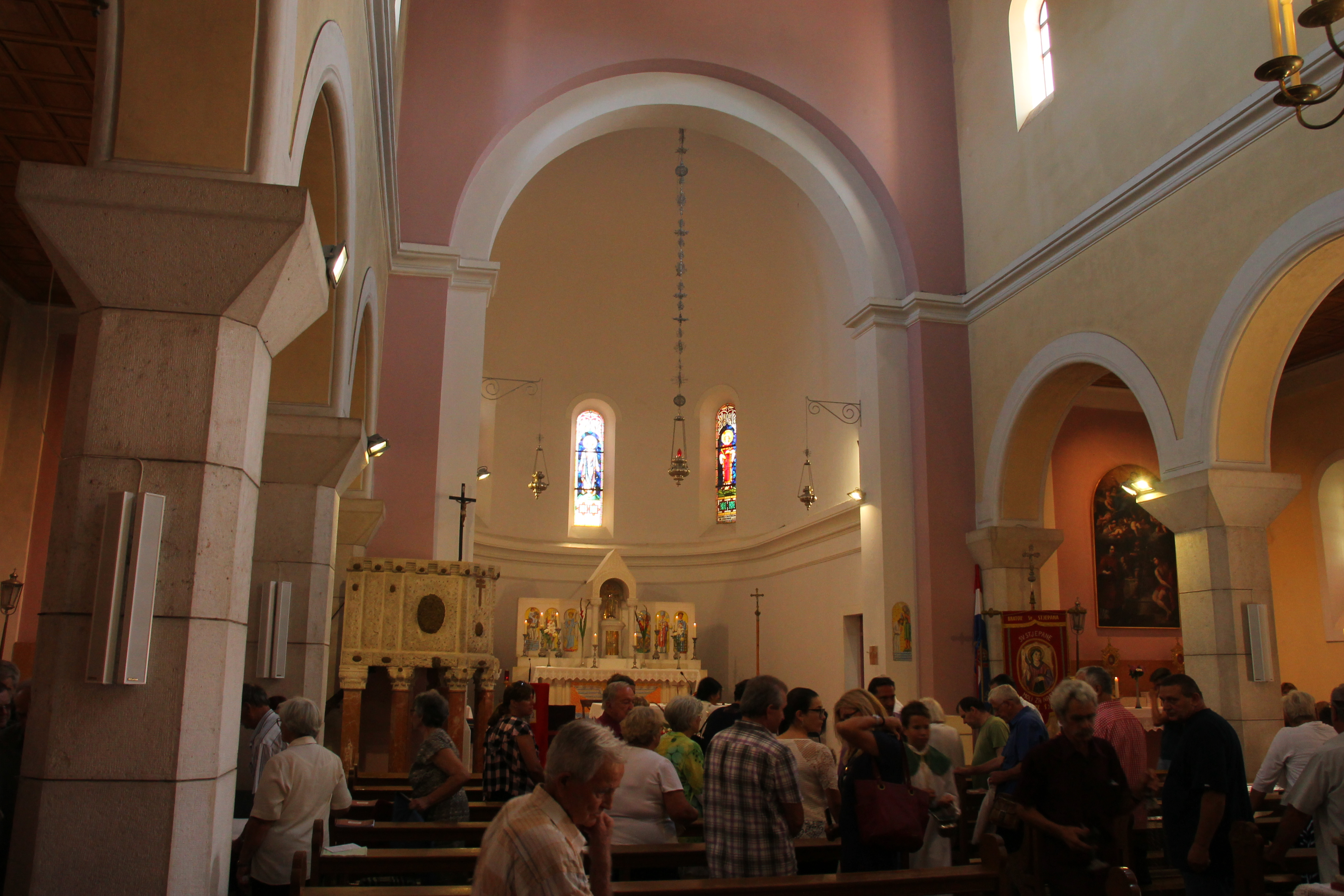
Interiér kostela
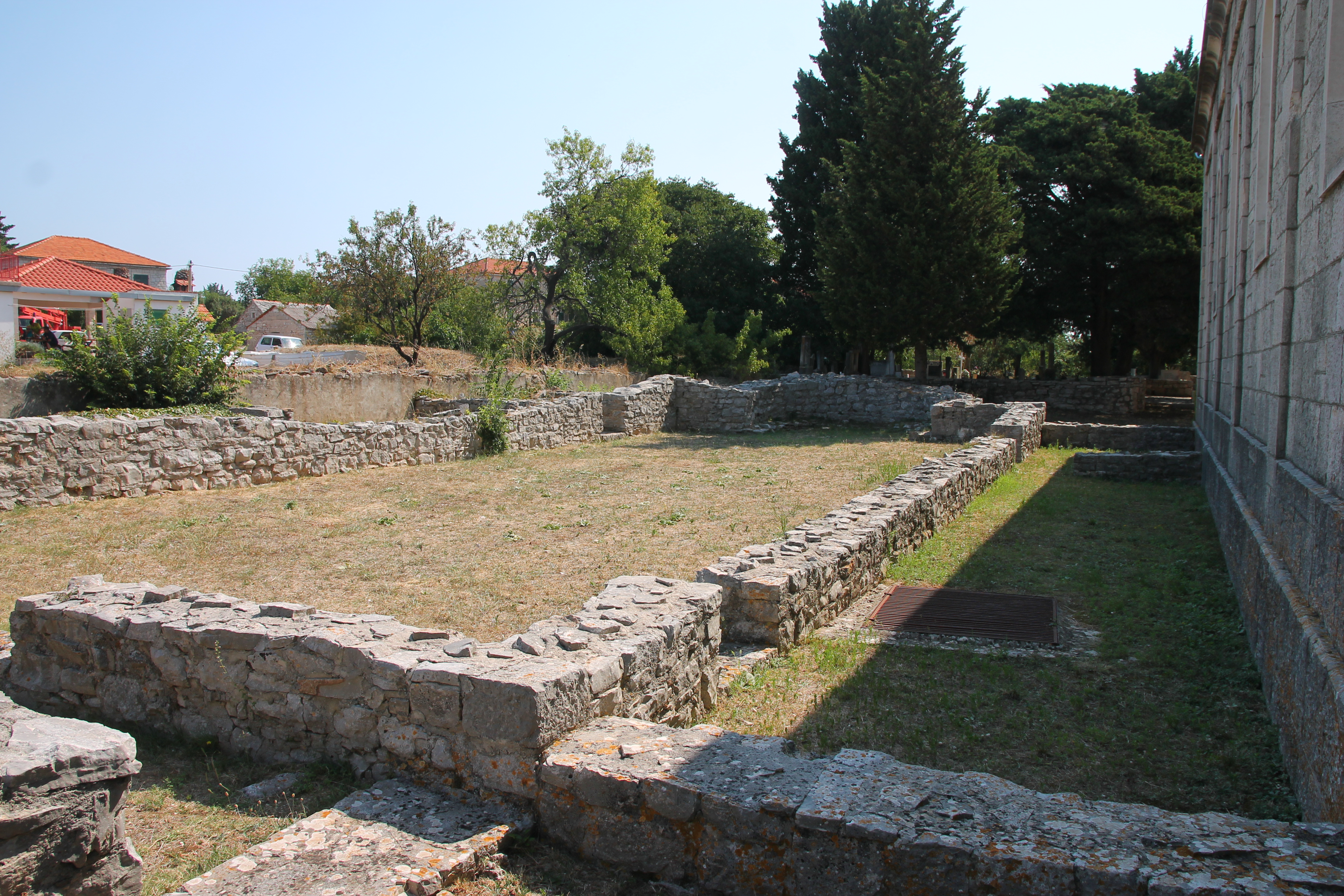
Základy bývalého kostela
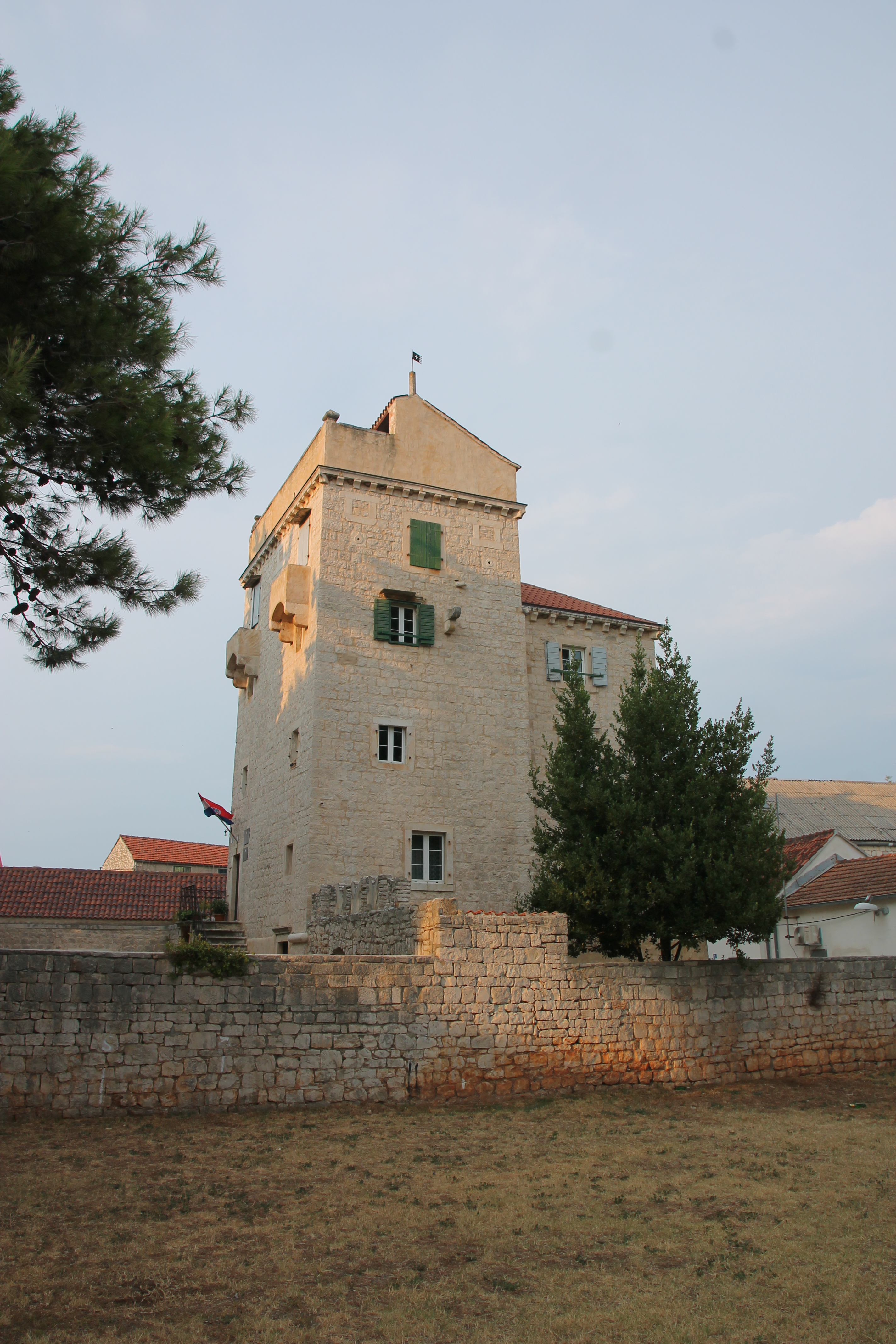
Tvrz
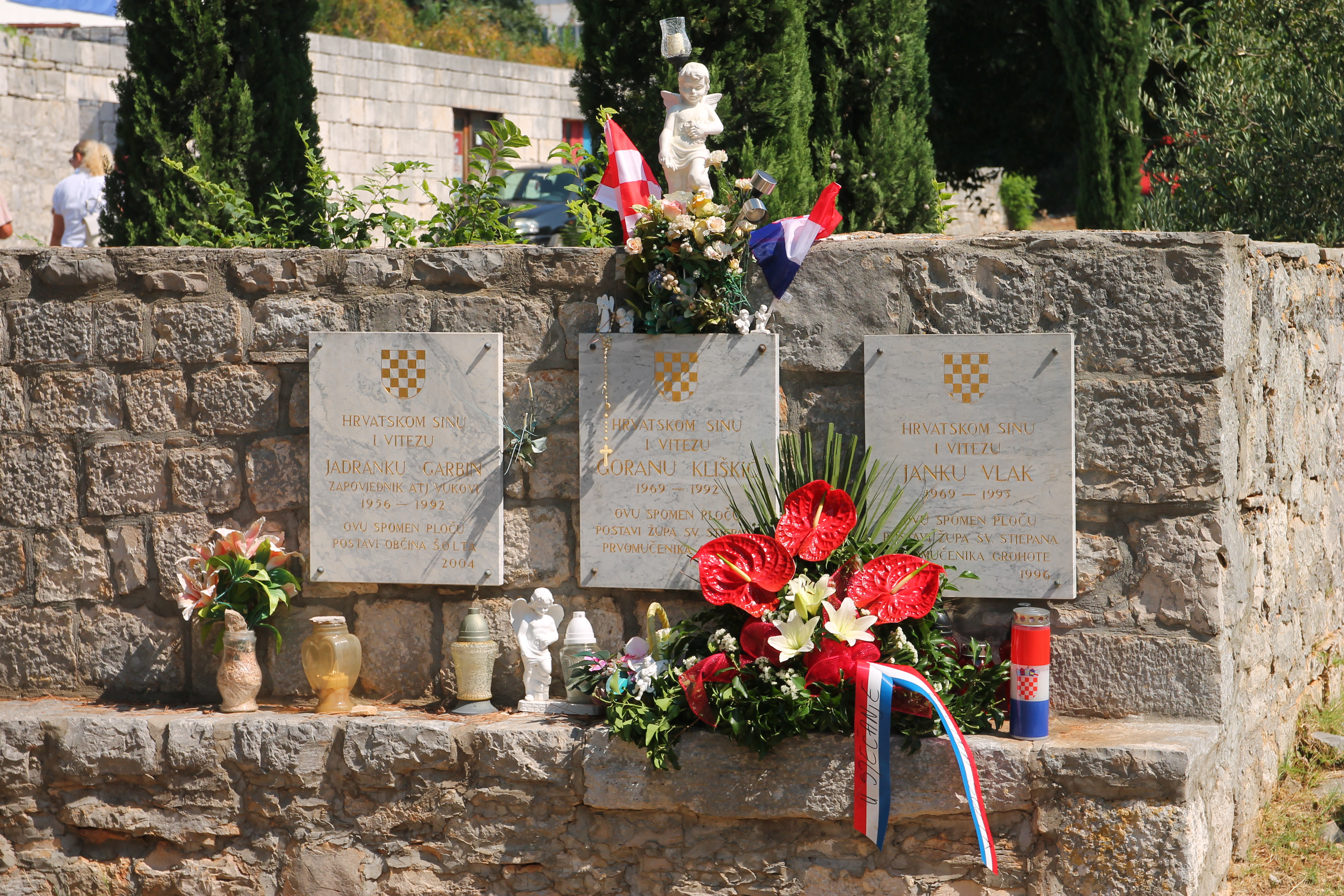
Památník obětem chorvatské války za nezávislost